# Hokkaido
Hokkaido (北海道 Hokkaidō) er Japans næststørste og nordligste ø og det største og nordligste præfektur.
Hokkaido har et areal på 77.984 km2
, og befolkningstallet er på cirka 5.383.579 (2015) mennesker, deriblandt efterkommere efter urbefolkningen på øerne, ainu-folket.
Klimaet i omkring 1000 meters højde på øens midte svarer til Danmarks klima, bare med mere sne på. Øens nordøstside, som vender imod Sibirien, er den koldeste del. Der er en række aktive vulkaner på øen, som ved deres udbrud har dræbt et stort antal mennesker.

## Note
1. ↑  Geospatial Information Authority of Japan, hentet 2. april 2021 (fra Wikidata).